# Bicyrthermannia ezzati
Bicyrthermannia ezzati är en kvalsterart som först beskrevs av Bayoumi och Sandór Mahunka 1977.  Bicyrthermannia ezzati ingår i släktet Bicyrthermannia och familjen Nanhermanniidae. Inga underarter finns listade.